# Janne Schaffer
Janne Erik Tage Schaffer (* 24. September 1945 in Stockholm) ist ein schwedischer Komponist und Gitarrist.

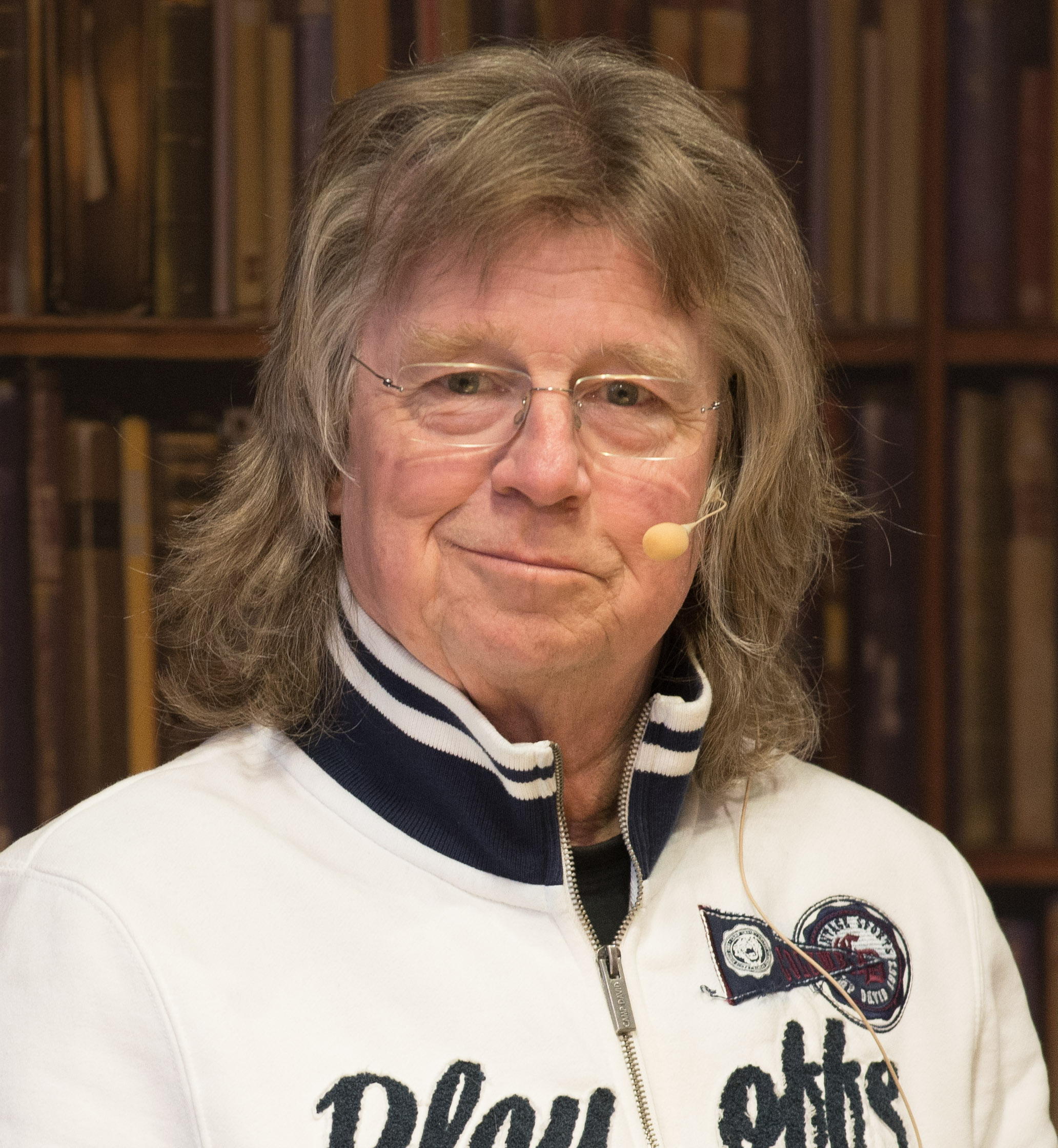
Janne Schaffer 2015

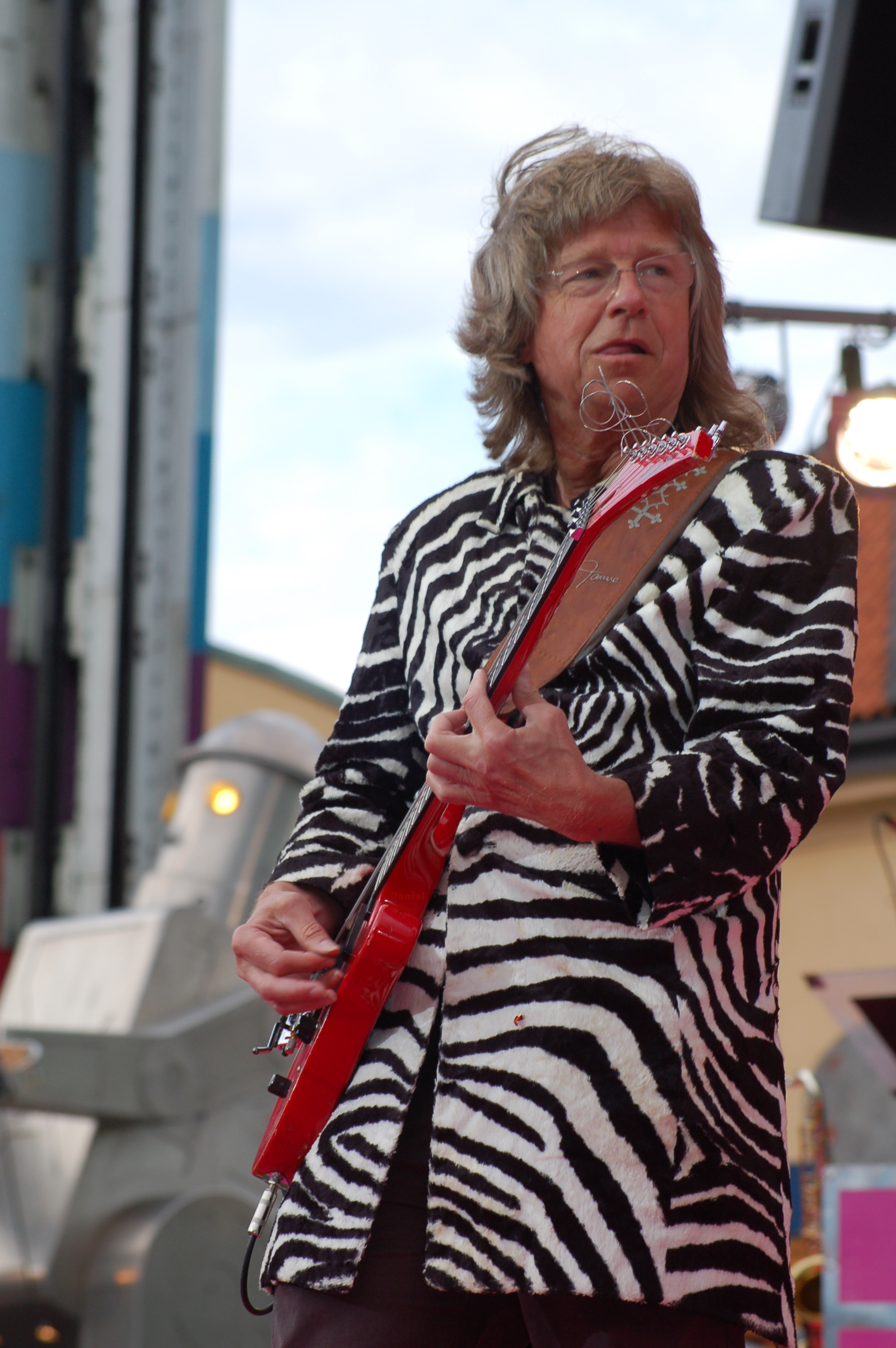
Janne Schaffer (2008)

## Leben und Wirken
Schaffer spielte zunächst als Gitarrist mit Popbands wie Noisemen, Chicks oder Ted and the Caracas, bevor er einem Tanzorchester beitrat und mit den Sleepstones einige kleinere Hits hatte. In den 1970er Jahren arbeitete er zunächst vor allem als Studiomusiker bei ABBA, Ted Gärdestad, Cornelis Wresvijk oder Barbro Hörberg, spielte aber auch mit Bob Marley, Johnny Nash, Reebop Kwaku Baah und anderen. Wlodek Gulgowski und Zbigniew Namysłowski holten ihn 1973 in ihr Rockjazz-Projekt Pop Workshop (mit Mads Vinding und Ed Thigpen bzw. Tony Williams).
In Schweden bekannt geworden ist Schaffer mit seinem rockorientierten und gleichnamigen Debütalbum 1973, auf dem ihn der Keyboarder Björn J:son Lindh begleitete. Auch das zweite Album verkaufte sich so gut in Schweden, dass das dritte Album, das dem Jazzrock zugeordnet wurde, weltweit veröffentlicht wurde. In der Folge spielte er auf den großen europäischen Jazzfestivals, etwa dem Montreux Jazz Festival, auf dem auch Live-Aufnahmen entstanden. Mit Lindh gründete er dann die Band Earmeal.
Schaffer ist seit den 1980er Jahren Mitglied der schwedischen Electric Banana Band, die sehr erfolgreich Kindermusik macht.

## Studioaufnahmen
- 1973 – Janne Schaffer
- 1974 – Janne Schaffer's Andra LP
- 1974 – The Chinese
- 1977 – Katharsis
- 1979 – Earmeal
- 1980 – Presens
- 1982 – Blå Passager och röda vågor
- 1986 – Traffic
- 1987 – Hörselmat
- 1988 – Electric Graffiti
- 1989 – Julglöd
- 1992 – Ögonblick
- 1995 – Av Ren Lust
- 2000 – På andra sidan månen
- 2002 – Nära i sommarnatten
- 2002 – Julglöd
- 2005 – Med betoning på Ljus
- 2013 – Schaffer & Åberg (mit Lasse Åberg)